# Glenea nigrifrons
Glenea nigrifrons é uma espécie de escaravelho da família Cerambycidae. Foi descrita por Per Olof Christopher Aurivillius em 1920 e está conhecida a sua existência no Bornéu.